# Aeroporto di Tacloban-Daniel Z. Romualdez
L'aeroporto di Tacloban-Daniel Z. Romualdez (tagallo: Paliparang Daniel Z. Romualdez) (IATA: TAC, ICAO: RPVA), definito come principale di classe 1 dalla autorità dell'aviazione civile filippina CAAP, è un aeroporto filippino situato nella parte settentrionale dell'isola di Leyte, nella provincia di Leyte, nel territorio della città di Tacloban. La struttura è dotata di una pista di asfalto lunga 2138 m, l'altitudine è di 3 m, l'orientamento della pista è RWY 18-36. L'aeroporto è aperto al traffico commerciale domestico.

## Storia
L'aeroporto nasce nel 1944 durante la Seconda guerra mondiale come base militare aerea statunitense con il nome di San Jose Airstrip.
Al termine della guerra la struttura prese il nome di aeroporto di Tacloban e fu in seguito dedicata a Daniel Z. Romualdez (1907-1965), uomo politico del Partito Nazionalista delle Filippine e Presidente della Camera del Governo filippino.
L'aeroporto è stato completamente devastato nel novembre 2013 dal passaggio del tifone Yolanda che ha seminato morte e distruzione nella città di Tacloban e nella provincia di Leyte.